# John Abbott
John Joseph Caldwell Abbott, född 12 mars 1821 i St. Andrews i Nedre Kanada, död 30 oktober 1893 i Montréal i Québec i Kanada, var en kanadensisk politiker som var landets premiärminister 1891–1892.

## Biografi
John Abbott gifte sig 1849 med Mary Bethune. Han var frimurare och arbetade som affärsman och jurist i Montréal. Han undertecknade 1849 års Montreal Annexation Manifesto som förordade att USA skulle annektera Kanada. Han ångrade senare sin underskrift.
Han var ledamot av underhuset i Kanadas parlament 1867–1874 och 1880–1887 samt ledamot av Kanadas senat 1887–1893. Han var borgmästare i Montreal 1887–1889. Han tjänstgjorde som Kanadas premiärminister och partiledare för Konservativa partiet 1891–1892. Han gick motvilligt med att bli premiärminister när John A. Macdonald avled och efterträddes följande år av John Thompson, som han redan året tidigare hade föreslagit som Macdonalds efterträdare. Förutom för John Abbott har endast Mackenzie Bowell varit ledamot av Kanadas senat under tiden som premiärminister. Premiärministern är vanligtvis ledamot av underhuset.
John Abbotts grav finns på Mount Royal Cemetery i Montréal.